# Андуз
Андуз — село в Ахвахском районе Дагестана. Входит в Анчикский сельсовет, анклав района на территории Бабаюртовского района.

## Географическое положение
Расположено на территории Бабаюртовского района, в 11 км к юго-востоку от села Бабаюрт.

## История
В 1929 году хутор Андузлу входил в состав Хамза-Юртовского сельского совета Бабаюртовского района, состоял из 9 хозяйств.
Позже земли хутора были переданы под земли отгонного животноводства. На месте бывшего хутора была создана МТФ колхоза «Коммунизм» села Анчик.
Образовано указом ПВС ДАССР от 17.08.1989 г.

## Население
| 1926 | 1939 | 2002 | 2010 | 2021 |
| ---- | ---- | ---- | ---- | ---- |
| 57   | ↘7   | ↗235 | ↘156 | ↗254 |

Андуз - одно из каратинских сел в Ахвахском районе. В 1929 году на хуторе проживало 57 человек (23 мужчины и 34 женщины), 82 % населения — кумыки.